# Centro Histórico de Goiás

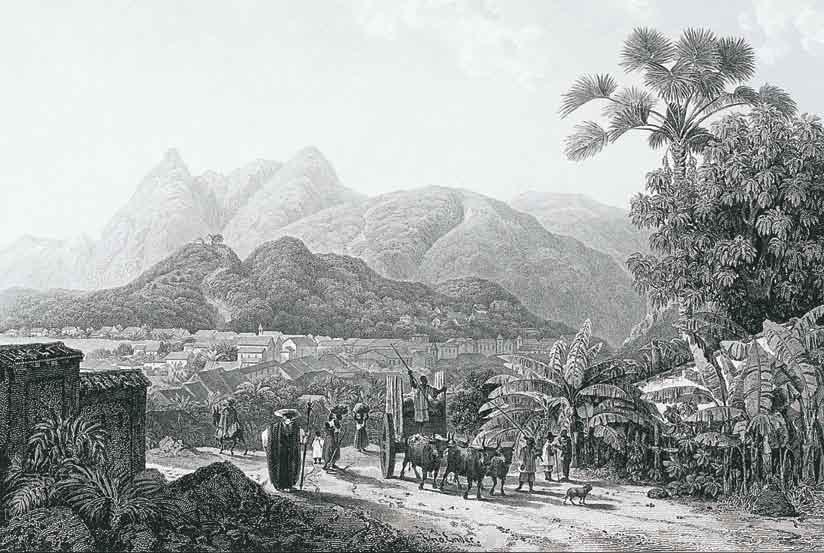
Goiás em 1830, por Johann Axmann.

O Centro Histórico de Goiás abrange a área histórica do município brasileiro de Goiás, antiga capital do estado de Goiás. A cidade floresceu durante o ciclo do ouro no século XVIII, mas com o esgotamento das minas entrou em um longo período de estagnação, acentuado quando perdeu o estatuto de capital em 1937. A preservação começou na década de 1950, quando alguns monumentos foram tombados pelo Instituto do Patrimônio Histórico e Artístico Nacional (IPHAN), e em 1978 todo o Centro Histórico foi protegido. Em 2001 sua importância histórica, arquitetônica e urbanística foi reconhecida pela UNESCO, que lhe concedeu o título de Patrimônio da Humanidade.

## História
Goiás foi fundada no ciclo das bandeiras, expedições formadas por paulistas para explorar os sertões do Brasil em busca de ouro, pedras preciosas e escravos índios. A região foi percorrida por Dias Pais entre 1673 e 1681 e por Bartolomeu Bueno da Silva em 1683, encontrando ouro. Contudo, o achado de jazidas muito mais ricas na região de Minas Gerais chamou mais atenção geral. Somente em 1718, quando foi achado ouro em Cuiabá, e em 1721 no rio Vermelho, o filho de Bartolomeu Bueno foi nomeado superintendente das minas da região, iniciando sua colonização efetiva. Em 1727 foi fundado no local da presente Goiás um povoado, em 1729 foi erguida uma capela e tornou-se distrito e freguesia, batizada como Santana de Goiás.
Em 11 de fevereiro de 1736, através de Carta Régia, a freguesia foi elevada á condição de vila, que recebeu o nome de Vila Boa de Goiás, mas a instalação só ocorreu em 25 de julho de 1739. Em 8 de novembro de 1744 tornou-se a sede da Capitania de Goiás, sendo governada por dom Marcos de Noronha, conde dos Arcos. Ele e seus sucessores fizeram várias melhorias na vila, e construíram importantes edifícios: a Casa de Fundição (1750), o Palácio do Governador (1751), um quartel militar (o Quartel do Vinte, 1751), a Casa da Câmara e Cadeia (1761) e o Teatro de São Joaquim (1772-77), além de fontes e outras benfeitorias. Entre 1778 e 1783 foi definido uma nova planta urbana pelo governador Luís da Cunha Meneses, delineando o modelo da urbanização que perdura até hoje.
Na década de 1770 o ouro das minas começou a se exaurir, e embora continuasse sendo a capital, a vila entrou em um longo período de estagnação. A população se ruralizou e no fim do século XIX chegou a decrescer. Em 1937 deixou de ser capital, função assumida por Goiânia, fazendo com que muitos habitantes se mudassem para lá e seu desenvolvimento incipiente entrasse novamente em recesso, o que possibilitou que preservasse muito de sua configuração colonial.

## Reconhecimento

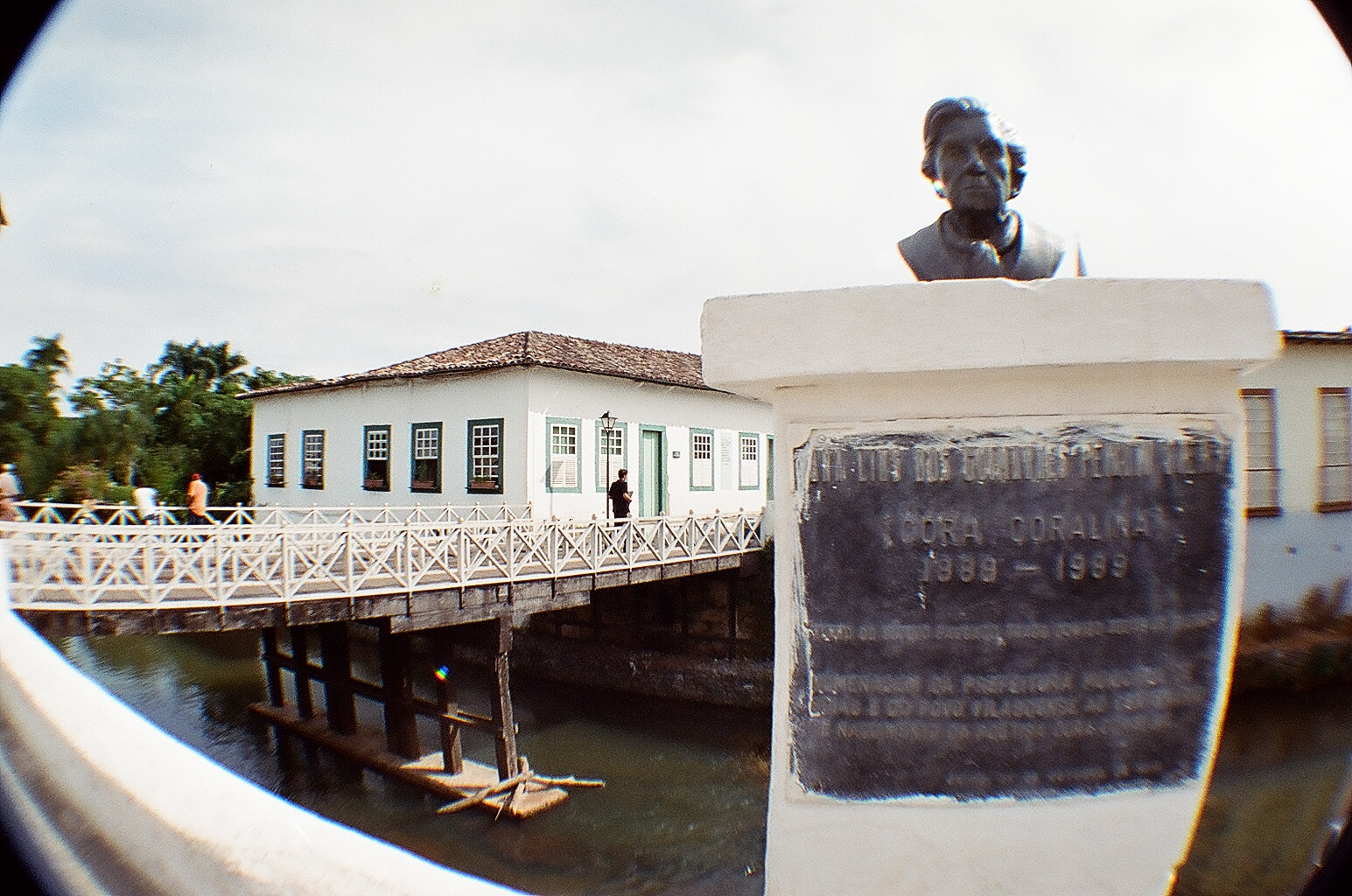
A casa de Cora Coralina.

Nos anos 1950 o IPHAN tombou alguns de seus principais monumentos e algumas seções do Centro Histórico. O processo enfrentou dificuldades. Segundo Andréa Delgado, ainda traumatizados com a perda da condição de capital, os habitantes de Goiás de início entenderam os tombamentos como mais um impedimento para que a cidade se desenvolvesse, entrasse no ritmo do progresso e adquirisse as características modernas por cuja ausência ela perdera seu antigo estatuto administrativo para Goiânia, construída com o fim expresso de ser a nova capital. No entanto, a poetisa local Cora Coralina nesta mesma época iniciava uma obra que a tornaria reconhecida em todo o Brasil, onde colocava a cidade, suas memórias, tradições e seu patrimônio em posição exaltada, como disse em seu Cântico da Volta sobre a "gente da velha ala" que havia permanecido ali como "velhas sentinelas que morrem no posto de honra; defensores tenazes e valentes do que aqui resta, qual seja, o valioso patrimônio histórico e cultural e as nobres tradições de Goiás". Ela desempenharia um papel determinante no reconhecimento da cidade como um patrimônio digno de ser conservado e prestigiado.
Em 1965 foi fundada a Organização Vilaboense de Artes e Tradições (OVAT), entendendo que a cidade poderia florescer de novo exatamente através do fomento de seu legado histórico. Elder Camargo de Passos, fundador e presidente da OVAT, assim disse:

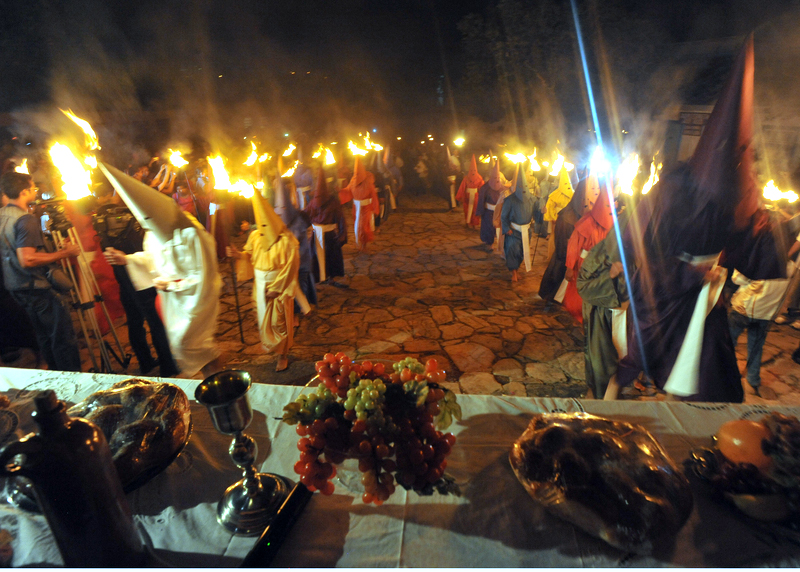
A Procissão do Fogaréu.

"Aí na década de sessenta nós criamos a OVAT, Organização Vilaboense de Artes e Tradições, que era um grupo de pessoas ligadas à cultura e à arte e começamos a planejar o que seria Goiás para o futuro. De que ela poderia viver, de quê? Nós partimos a pesquisar e ver que o passado de Goiás era um passado muito rico em tradições, em arte, em cultura, em história. Desde a fundação até 1937, a vida do Estado rolou aqui dentro. Então, quer queira, quer não queira, isso já é um ponto fantástico. E nós tínhamos vários prédios que estavam aí abandonados, que estavam deixados, emprestados a órgãos públicos, a escolas, a 'n' coisas. Aí nós começamos a fazer um levantamento histórico.[...] Nós vimos que o futuro de Goiás era o passado".
Desde então foram empreendidas várias ações de resgate da memória local. Foi reaberto o Gabinete Literário fundado em 1864, a prática dos saraus foi retomada, foram feitas pesquisas para a identificação de manifestações folclóricas tradicionais, várias edificações foram restauradas, foi criado o Museu de Arte Sacra, instalado na Igreja de Nossa Senhora da Boa Morte, que se tornou o principal ícone da cidade, a Semana Santa reincorporou a tradicional Procissão do Fogaréu, e a OVAT passou a ministrar palestras públicas sobre o patrimônio e a história locais. A cidade passou a ganhar visibilidade e então os turistas começaram a chegar.

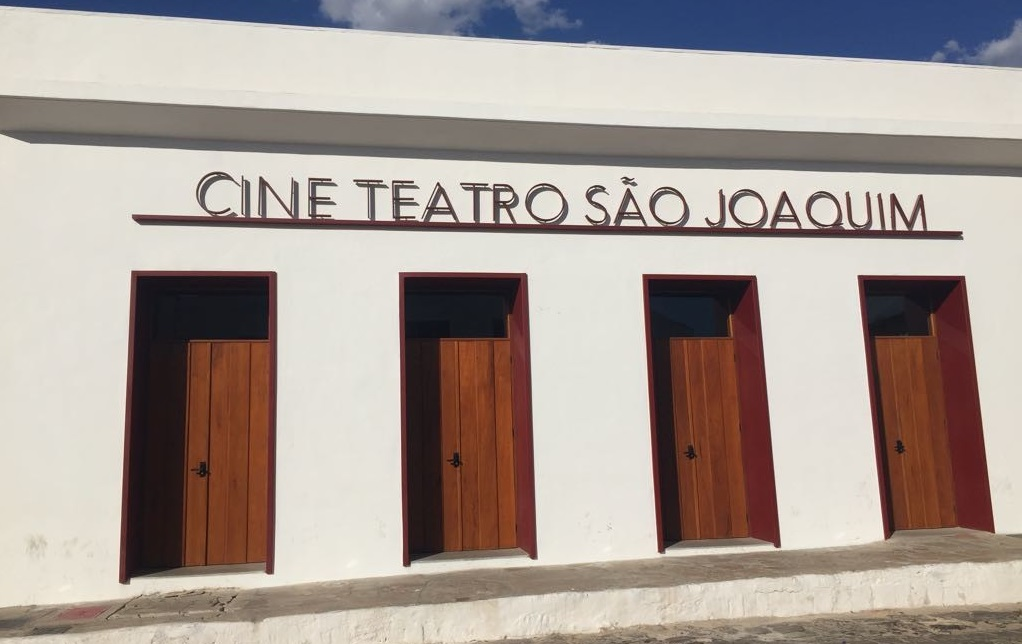
Cine Teatro São Joaquim

Com a fundação de Brasília na mesma época, que fica na região, Goiás iniciou uma fase ascendente e houve um pequeno surto de novas construções, mas em 1978 todo o Centro Histórico foi tombado pelo IPHAN, o que o salvou da desfiguração que afetou muitas outras cidades brasileiras de herança colonial. Em 1983 o IPHAN instalou o escritório da Diretoria Regional, fortalecendo sua atuação no local. Em 1997 pela primeira vez o cargo de diretor foi assumido por um nativo de Goiás, Salma de Paiva, e a partir de então foi organizado um movimento para reconhecer a cidade como Patrimônio da Humanidade, que incluiu a elaboração de um substancioso dossiê com um levantamento extensivo do patrimônio material e imaterial, onde se fez referência também às relações da cidade com o meio ambiente, enfatizando sua harmoniosa integração. Também foram realizadas várias melhorias nas condições de conservação de ruas e habitações, a fiação elétrica aérea foi substituída por uma subterrânea e o rio Vermelho recebeu obras para despoluição.
O movimento atingiu seus objetivos com a oficialização do título pela UNESCO em 2001. A UNESCO ampliou o escopo do tombamento do IPHAN incluindo uma zona no entorno do centro mais antigo, composta de edificações em sua maioria do século XIX em estilo eclético e art nouveau. Na descrição da UNESCO,

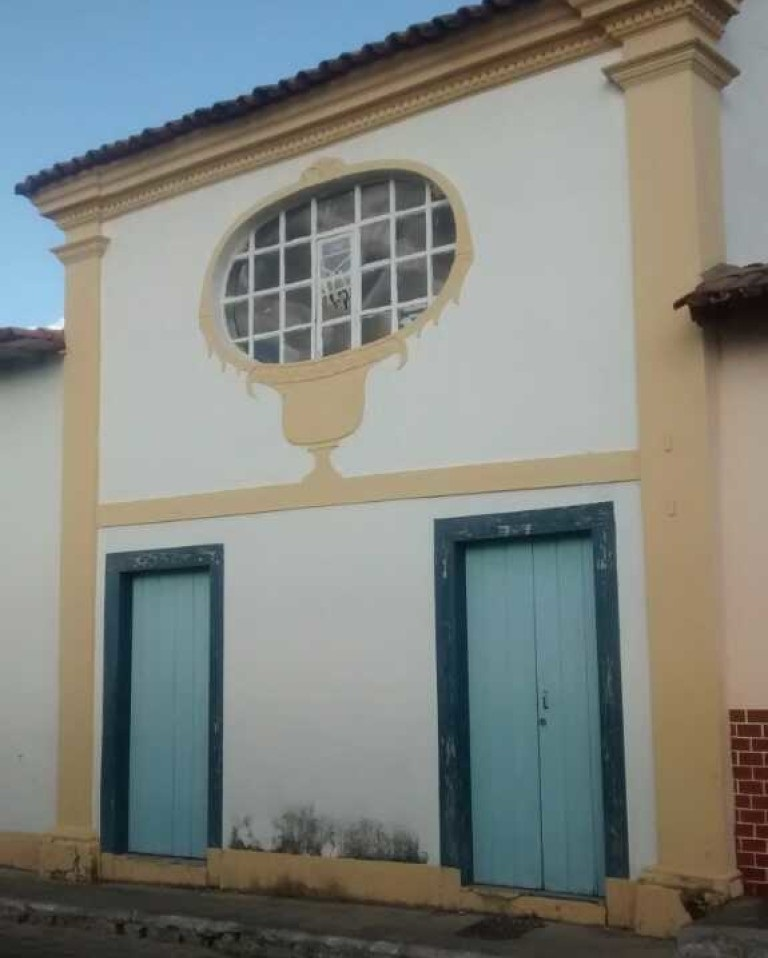
Edificação do Centro Histórico de Goiás

"A cidade é caracterizada pela harmonia de sua arquitetura, devido às proporções e tipos dos edifícios. Ao mesmo tempo, a história da sua construção pode ser lida na variação dos estilos, passando da tipologia típica do século XVIII até a arquitetura eclética do século XIX. Em seu perfil e arquitetura a cidade histórica de Goiás é um exemplo superlativo de um modelo de cidade europeia admiravelmente adaptada às características climáticas, geográficas e culturais da América do Sul. Ela representa a evolução de uma forma de estrutura e arquitetura urbana típica das fundações coloniais na América do Sul, fazendo pleno uso de materiais e técnicas locais e conservando seu cenário excepcional. O perfil urbano é um exemplo de desenvolvimento orgânico de uma cidade de mineração, adaptada às condições locais. Embora modesta, tanto a arquitetura pública como a privada formam um todo harmônico, graças ao uso coerente de materiais e técnicas vernaculares".
Na apreciação de Wilson Paulus,
"A cidade de Goiás ocupa um importante espaço no rol da cultura goiana, ao sediar eventos, como o Festival Internacional de Cinema Ambiental (FICA), a Procissão do Fogaréu, Festival Gastronômico, dentre outros, atraiu e ainda atrai um público diferenciado e preocupado com questões culturais e naturais. Com o processo de consolidação de berço da cultura goiana, a cidade de Goiás foi privilegiada com muitas iniciativas que contemplassem seu status, tudo isso foi de extrema importância para sua legitimação enquanto Patrimônio da Humanidade".
Hoje Goiás tem no turismo uma de suas maiores fontes de renda, mas seu grande potencial ainda está por ser mais bem explorado, havendo deficiências estruturais, econômicas e administrativas que impedem um maior crescimento do setor.

## Características

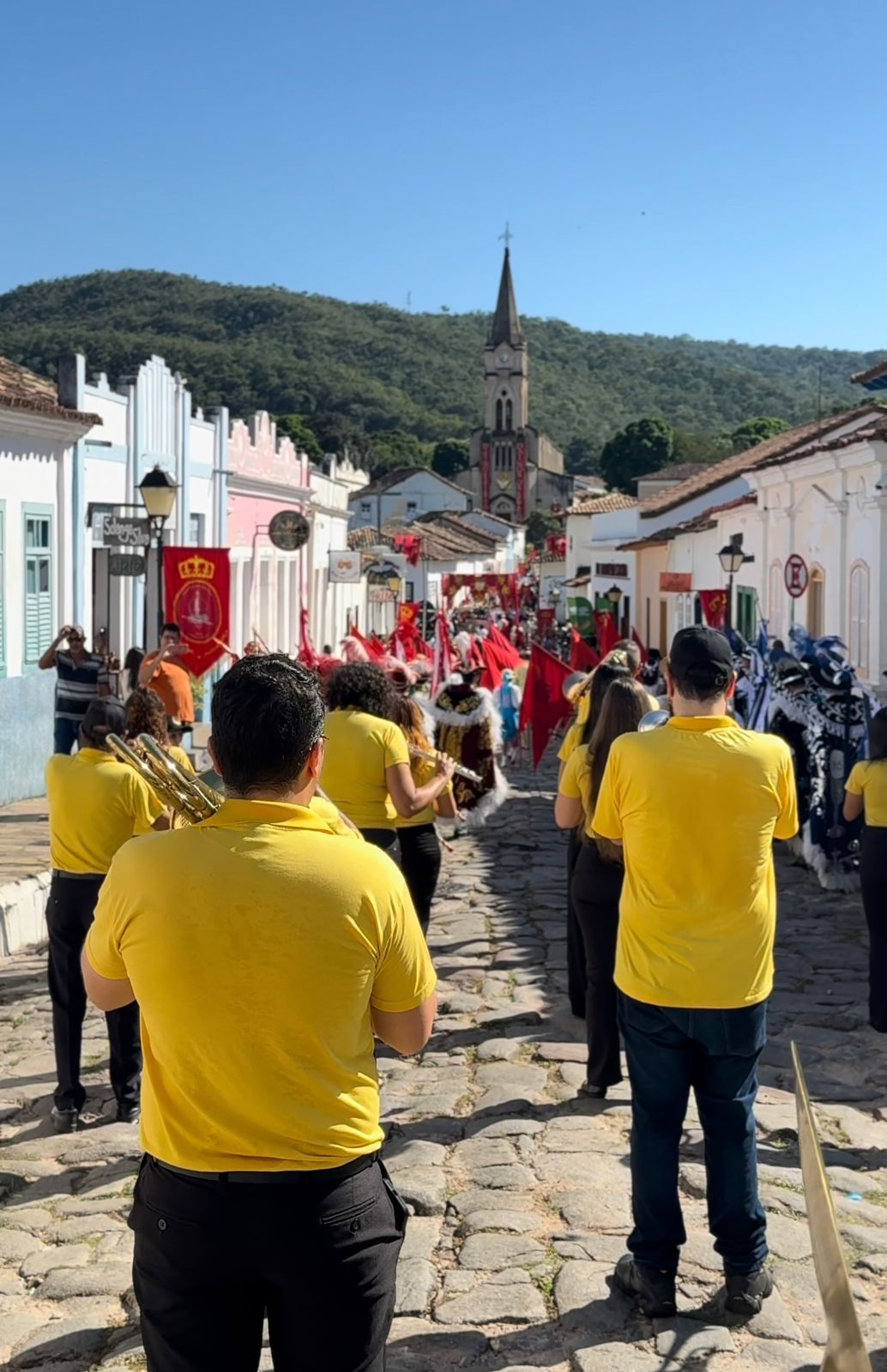
Panorama do Centro Histórico, durante o cortejo cultural com a centenária Banda Phoenix de Pirenópolis pelas seculares ruas no VIII Encontro de Coroas do Divino Espírito Santo em 2024

Goiás foi erguida sobre as colinas que flanqueiam o rio Vermelho. A margem direita formou-se como uma área popular, onde se destaca a Igreja do Rosário, dedicada aos escravos. Na margem esquerda foi fundado o centro administrativo do povoado, onde se localizam seus edifícios mais importantes, incluindo a Catedral de Santana, a Câmara, o Palácio do Governador, mais conhecido como Palácio do Conde dos Arcos, o quartel, a Casa de Fundição e a Praça do Chafariz. Devido ao seu crescimento limitado ao longo de dois séculos, a arquitetura colonial do Centro Histórico sofreu poucas modificações, o que possibilitou sua caracterização como Patrimônio da Humanidade.

### Principais monumentos
- Igreja de Nossa Senhora da Boa Morte. O principal cartão-de-visitas da cidade, a igreja tem pequenas dimensões e feições graciosas. Construída em 1779 com várias técnicas (tijolo, adobe, pau-a-pique e pedra), traz um estilo Barroco típico, com uma porta única e três janelões no nível superior com verga em arco abatido, bloco coroado por um frontão ornamental de volutas. Sua nave tem forma de octógono irregular. Hoje ali funciona o Museu de Arte Sacra da Boa Morte, com importante coleção de peças coloniais, incluindo a maior reunião de esculturas de José Joaquim da Veiga Valle, importante santeiro.[10]
- Antiga Casa da Câmara e Cadeia. Trata-se de edifício de dois pavimentos, com traços austeros, sem ornamentos, construído em taipa de pilão. Erguido em 1761 no topo de uma colina, tem ambientação que favorece uma impressão de monumentalidade. Hoje abriga o Museu das Bandeiras.[10]
- Chafariz da Carioca. Fonte de pedra quase enterrada no solo, sendo a primeira construída na cidade. Tem um frontão simples em triângulo.[10]
- Chafariz de Cauda. Grande fonte pública de porte arquitetural, com frontão em volutas e pilastras terminadas em pináculos.[10]
- Casa de Cora Coralina. Residência da famosa poetisa de Goiás, também no estilo colonial típico, datando do fim do século XVIII.[10]
- Casa de Fundição. Data de 1750 mas recebeu várias alterações internas e externas na década de 1920, resultando em um aspecto eclético, com uma entrada imponente em arco e colunas.[10]
- Casa do Bispo. Grande casarão de características coloniais.[10]
- Catedral de Santana. Edificada a partir 1929 sobre as ruínas da antiga Matriz, tem uma fachada neoclássica simplificada, elaborada em parceria com o IPHAN, concluída em 1998.[10]
- Igreja de Nossa Senhora d'Abadia. Data de 1790, composta de nave, sacristia, coro e consistório, tem também fachada singela e frontão discreto, mas possui o interior mais rico dentre as igrejas locais, incluindo um altar em talha dourada e um teto pintado.[10]
- Igreja de Nossa Senhora do Carmo. Construção de 1786 de grande simplicidade, com uma porta, duas janelas e frontão triangular, contrastando com seu interior bem decorado.[10]
- Palácio do Conde dos Arcos. Antiga sede do governo, data de 1751 mas sua fachada revela inspiração neoclássica, resultado de reformas no século XIX, com um pórtico com o tradicional frontão triangular e uma platibanda substituindo o primitivo beiral.[10]
- Quartel do XX. Grande quartel militar edificado em torno de um pátio aberto. Sua construção data de 1747, sendo a fusão de uma série de habitações privadas. É o mais antiga edificação oficial do estado, mas passou por várias modificações para atingir sua configuração atual, que no entanto ainda preserva muitos traços do século XVIII.[10]
- Sobrado da Real Fazenda. Grande casarão de características coloniais, um tanto modificadas no século XIX. Foi adquirido no século XVIII por ordem do Marquês de Pombal para sediar a Real Fazenda. Destacam-se suas sacadas no piso superior, seu portal de pedra e sua sala-forte com pranchões reforçados de madeira, onde se guardava o tesouro do Estado.[10]

Além destes monumentos o Centro Histórico possui um expressivo casario dos séculos XVIII e XIX.

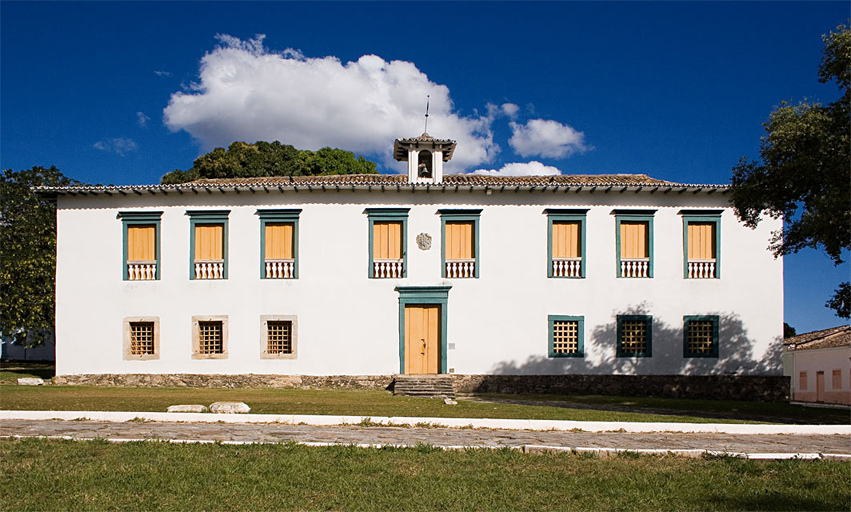
Antiga Casa da Câmara e Cadeia, atual MuBan
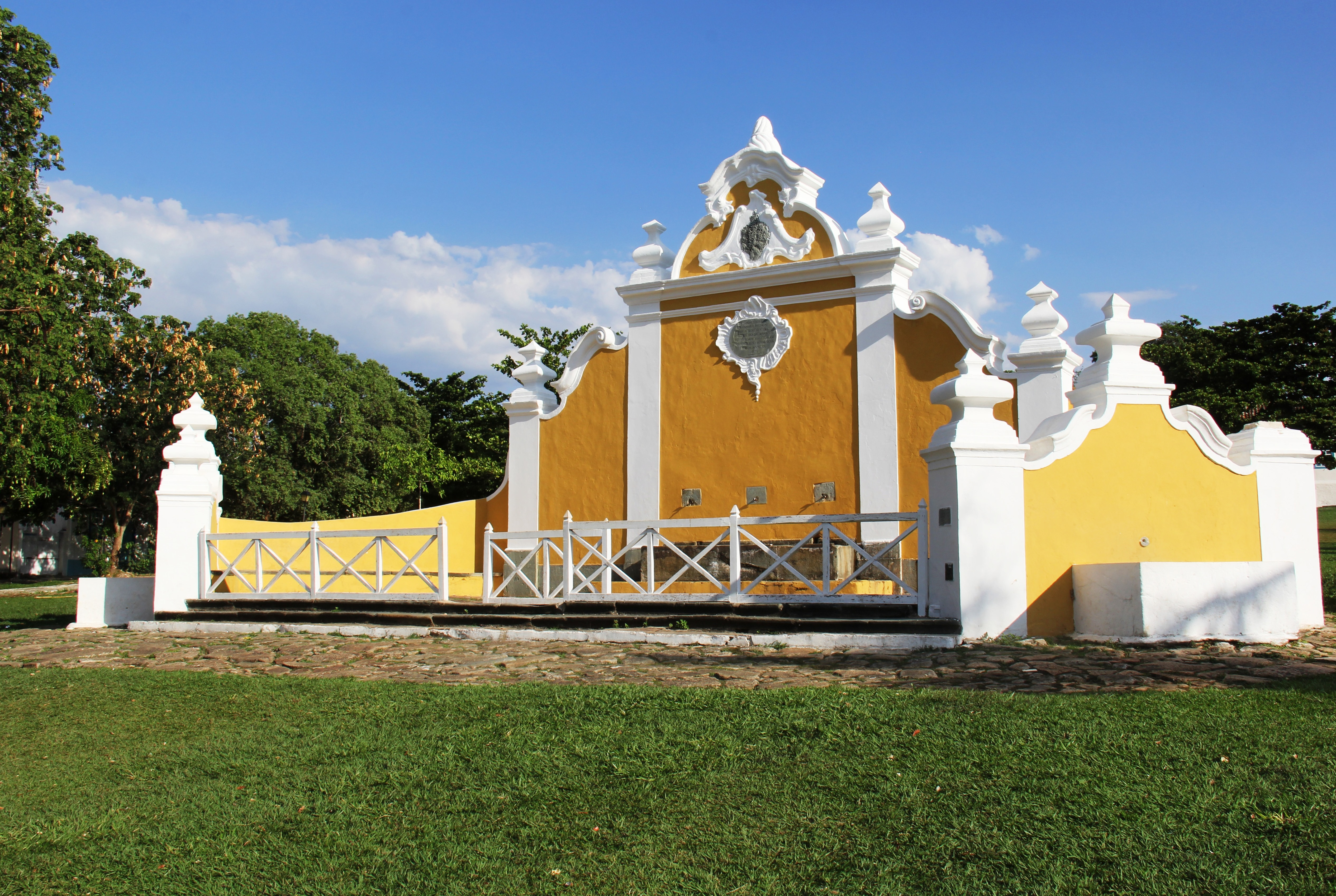
Chafariz de Cauda
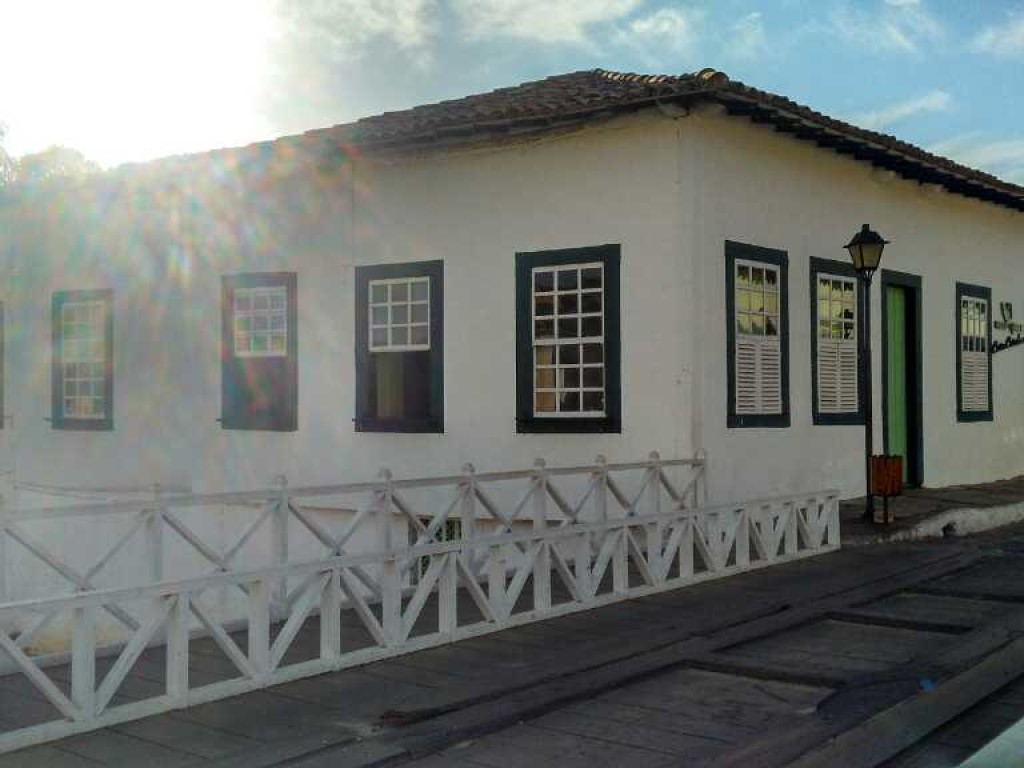
Casa de Cora Coralina
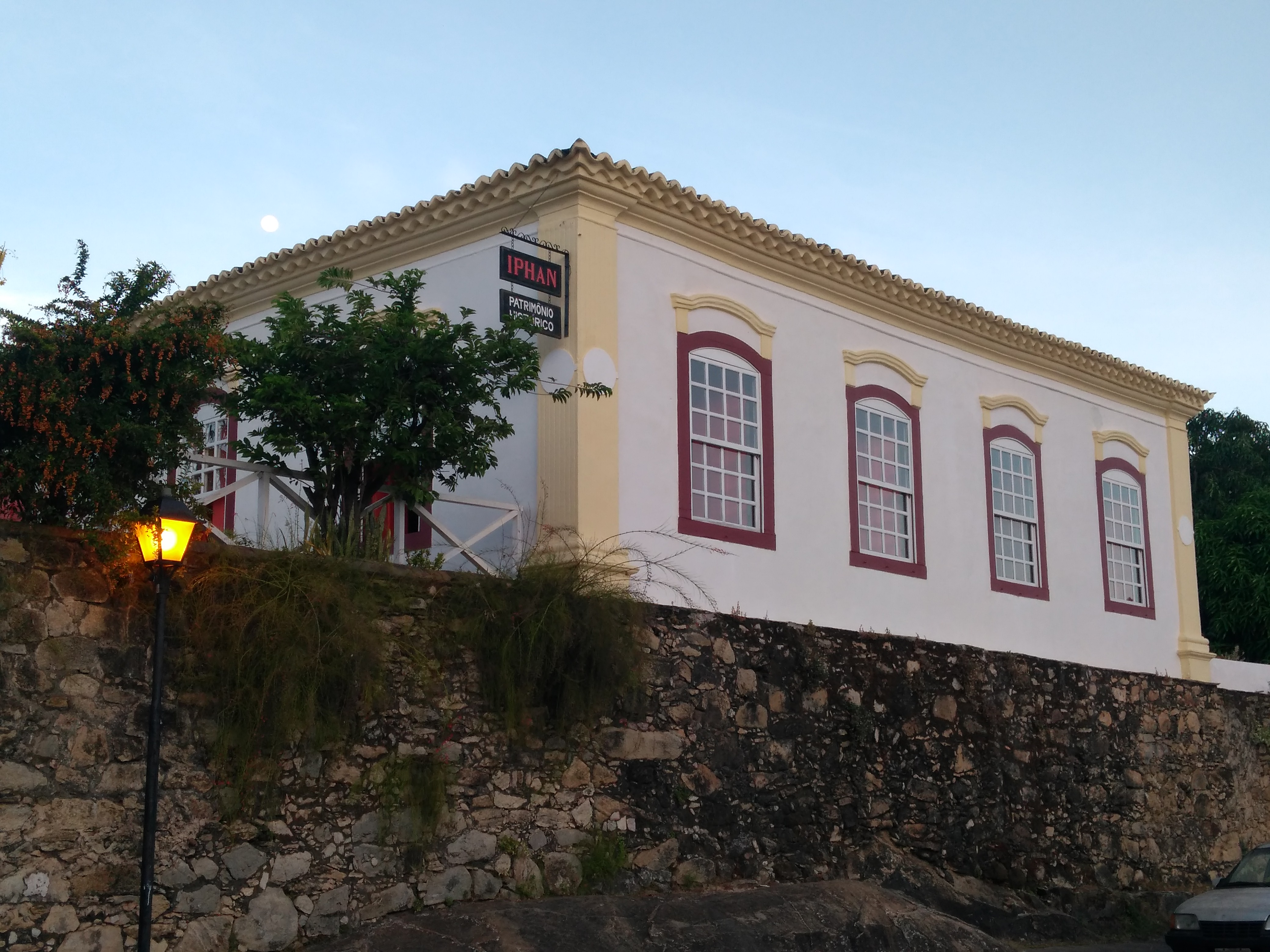
Casa do Bispo
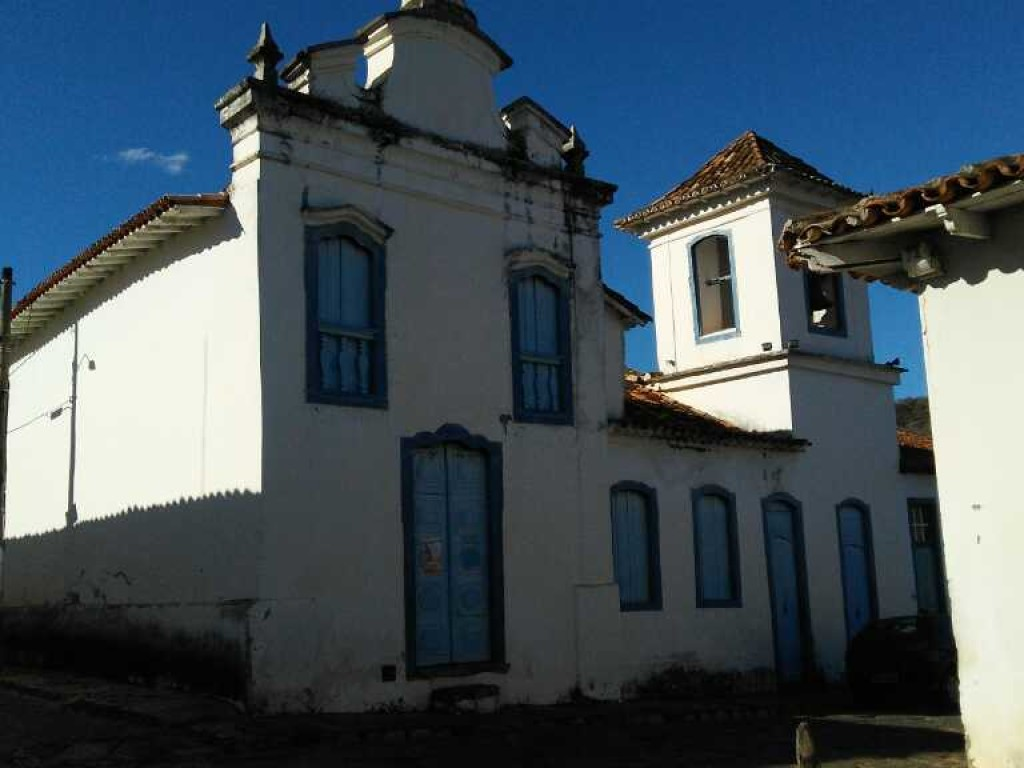
Igreja de Nossa Senhora d'Abadia
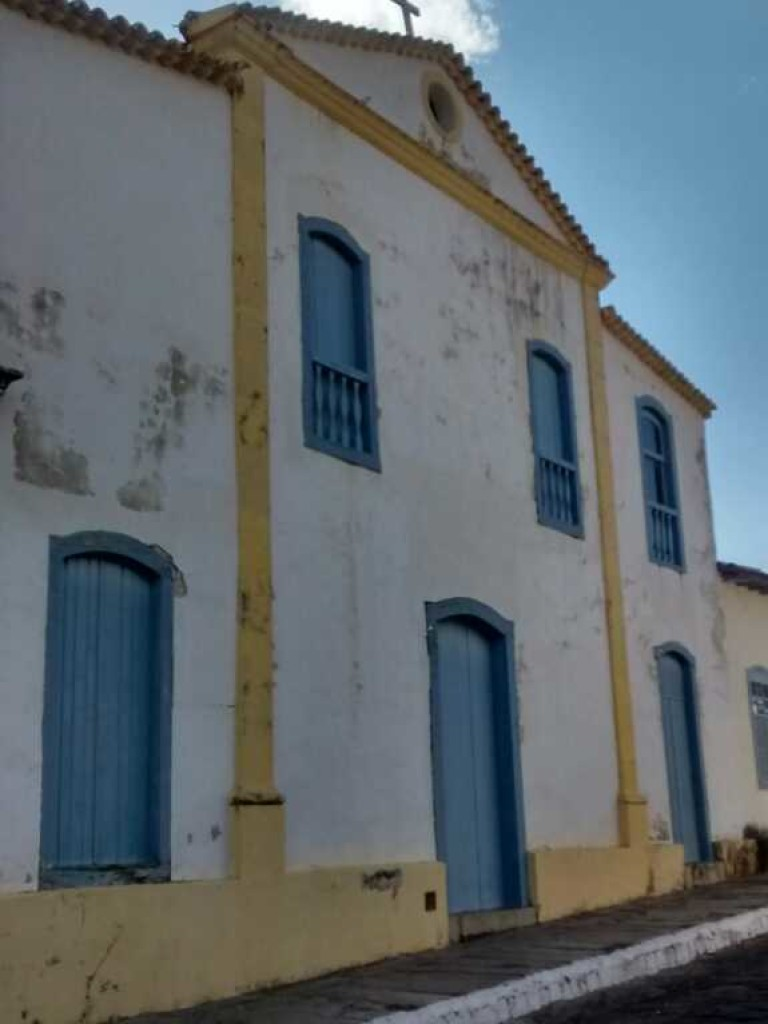
Igreja de Nossa Senhora do Carmo
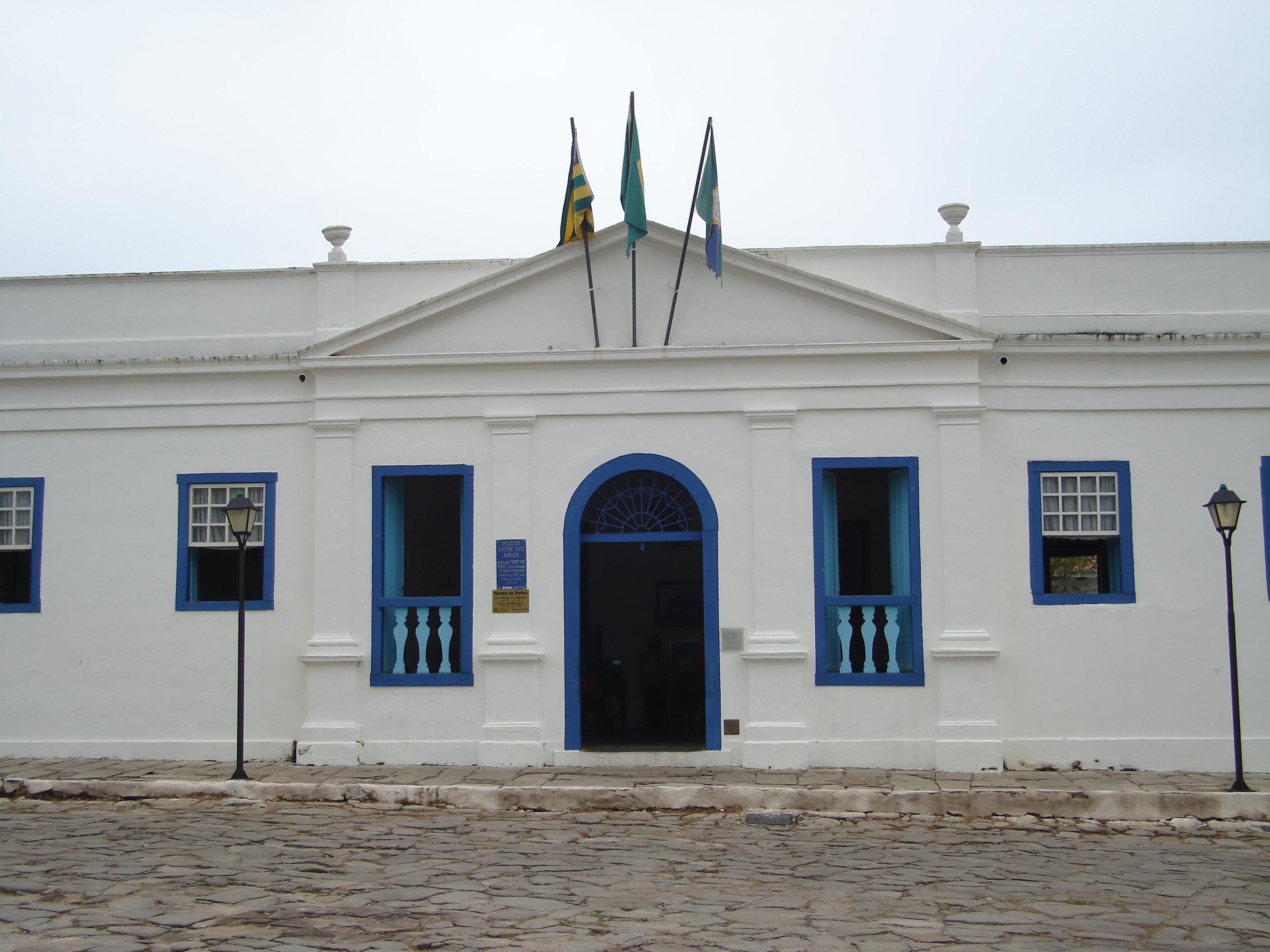
Palácio do Conde dos Arcos
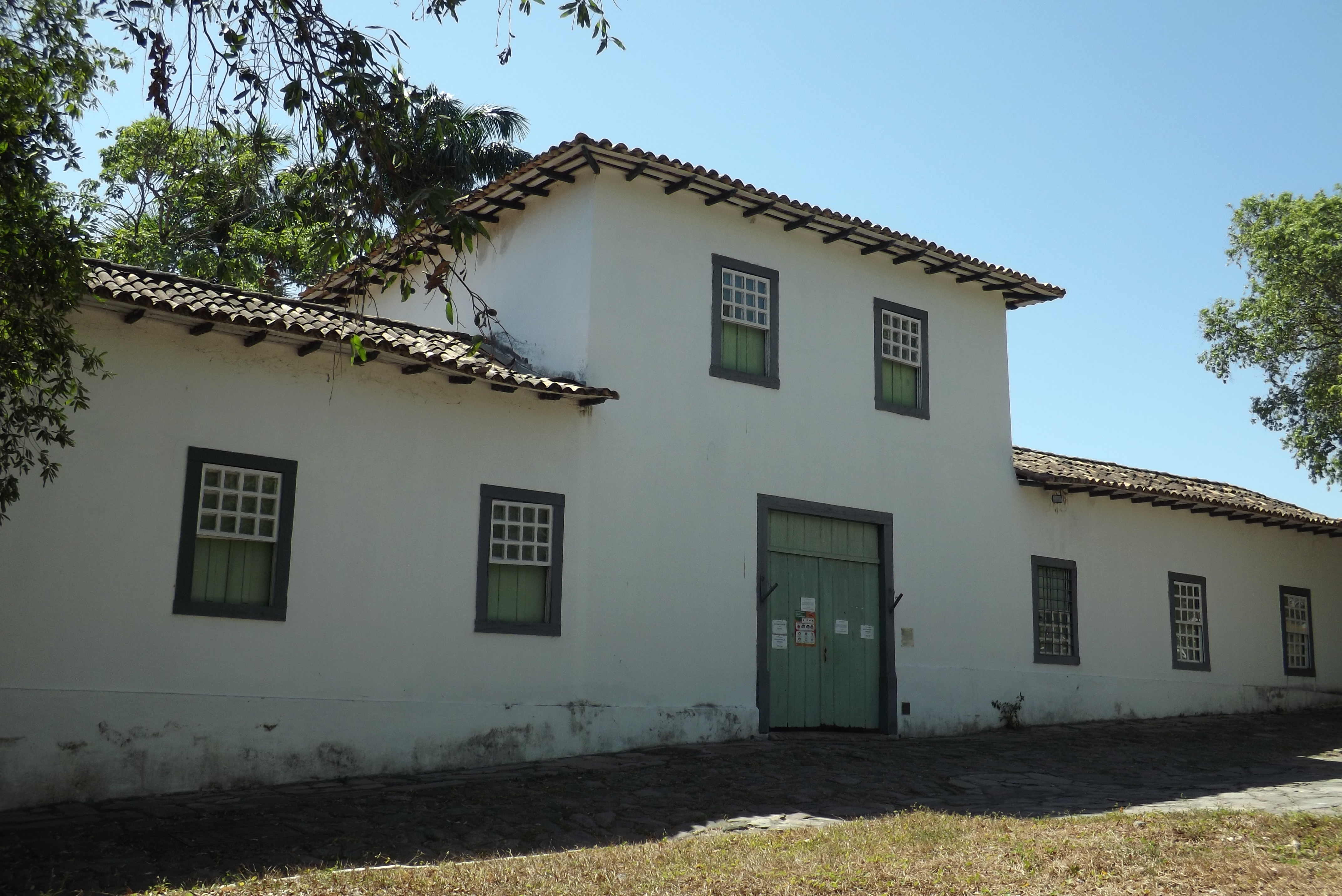
Quartel do XX

## Conservação
Em 26 de julho de 1961 o governador Mauro Borges decretou que o Palácio do Conde dos Arcos fosse qualificado como monumento histórico e o estabeleceu como residência de inverno dos governadores, e no mesmo ano colocou a cidade sob proteção especial do governo através da Lei nº 3.635.
Devido à sua localização às margens do rio Vermelho, o Centro Histórico tem sérios problemas para sua conservação, sofrendo enchentes periódicas. Em fins de 2001, pouco depois de sua declaração como Patrimônio da Humanidade, o Centro foi inundado, vários edifícios históricos desabaram e a cidade entrou em estado de calamidade pública. Em 2011 fortes chuvas fizeram outros estragos.
Por outro lado, o IPHAN tem dado apoio continuado à preservação do legado material e imaterial de Goiás, fazendo muitas obras de conservação e restauro e instituindo programas de educação patrimonial. Goiás foi uma das cidades escolhidas na primeira fase do Programa Monumenta, que financia a restauração de sítios tombados através de empréstimos. Cerca de R$ 2 milhões devem ser destinados à cidade, para restauração de monumentos, como o Antigo Mercado, o Matadouro e Quartel do XX, e na recuperação da área do rio Vermelho, além de abrir linhas de crédito para privados poderem conservar e restaurar seus imóveis.